# Enter Mycel
Enter Mycel ist ein österreichischer Spielfilm von Daniel Limmer aus dem Jahr 2022. Die deutschsprachige Festivalpremiere des Science-Fiction-Dramas erfolgte am 14. Jänner 2023 im Rahmen des Filmfestival Max Ophüls Preis 2023, wo der Film in der Kategorie Wettbewerb Spielfilm in deutscher Erstaufführung gezeigt wurde.

## Handlung
Als ihre Mutter bei einer Hausgeburt stirbt, übernimmt die 13-jährige Lena deren Rolle und kümmert sich um das Neugeborene. Ihr traumatisierter Vater ist dabei keine Hilfe, er geht in stiller Trauer seiner gewohnten Arbeit nach. 
Währenddessen befällt ein aufkeimender, parasitärer Pilz die Menschheit. Er löst Visionen aus und ermöglicht darüber hinaus die Kommunikation mit den Toten. Lena will dies zunächst nicht glauben. Doch da sich die Sporen des Pilzes bereits in der Luft, im Wasser und in den Nahrungsquellen der Erde befinden, wird auch sie schon bald von den durch das Mycel hervorgerufenen Visionen heimgesucht, die es für sie immer schwieriger machen, zwischen Einbildung und Realität zu unterscheiden.
Um seiner verstorbenen Frau nahe zu sein, verlässt Lenas Vater seine Familie und gräbt sich lebendig ein. Durch das Mycel in der Erde kann er fortan mit ihr kommunizieren. Da sie von nun an mit ihrer neugeborenen Schwester alleine zurechtkommen muss und mit dieser Situation überfordert ist, bittet Lena einen Freund der Familie um Hilfe. Dieser erklärt ihr die Wirkung des Mycels. In einem Experiment veranschaulicht er ihr, dass es sich dabei um ein zeit- und raumübergreifendes System handelt, welches gefühlsbasierte Kommunikation ermöglicht.
Während einer akuten psychotischen Phase begräbt Lena ihre Schwester lebendig an der Seite ihres Vaters. Am nächsten Morgen verlässt sie ihre Heimat. Nach einem Fußmarsch durch die Natur gelangt sie zu einer alten Mühle, wo sie ein Tonband mit weiteren Hinweisen über den Umgang mit dem Mycel findet. Demnach wächst das Mycel um so mehr, je stärker man es bekämpft. In einem Moment der Unachtsamkeit erleidet Lena eine chemische Vergiftung und beginnt stark zu halluzinieren. Am Rande des Wahnsinns wird sie von einem Einsiedler gefunden, der sie gesundpflegt.
Einige Wochen später lässt sich Lena in einer unbewohnten Hütte im Wald nieder. Ein Loch im Boden löst bei ihr einen Flashback aus; sie wird an den Moment erinnert, als sie ihre Schwester lebendig begraben hat. Von Schuld geplagt verlässt sie die Hütte und wandert zurück in den Wald, um durch direkten Körperkontakt mit dem Mycel von diesem vereinnahmt zu werden. 
In einer finalen gefühlsbasierten Vision ist Lena als junge Frau ein Hybridwesen aus Pflanze und Mensch. Die Familie ist glücklich vereint, doch zuletzt merkt Lena, dass dieser Moment nichts weiter als eine durch das Mycel hervorgerufene Vision war. Zuletzt befindet sich Lena in den Fängen von Pflanzen und Wurzeln alleine im dunklen Wald.

## Produktion und Veröffentlichung
Enter Mycel ist das Spielfilmdebüt von Daniel Limmer, der am Drehbuch beteiligt war und neben der Regie auch die Arbeit des Kameramanns und des Schnitts übernahm. Gefilmt wurde an 40 Drehtagen im Tennengau. Für die Laiendarstellerin Lena Schönleitner sowie die anderen Darsteller war es jeweils der erste Auftritt in einem Film. Die Produktionskosten beliefen sich auf 3.000 Euro.
Die Premiere des Films fand am 30. Oktober 2022 im Stadtkino von Hallein statt. 2022/2023 wurde er – teils mit englischen Untertiteln – auf einer Reihe von Festivals vorgestellt: Lighthouse International Film Festival in New York, Cine Pobre Film Festival in Mexiko, Athens International Digital Film Festival in Athen, Randfilmfest in Kassel, dem But Film Festival in Holland, The Psychedelic Film and Music Festival in New York und  beim Filmfestival Max Ophüls Preis 2023.

## Rezeption
Rouven Linnarz schrieb auf film-rezensionen.de, dass der Film eine Mischung aus Familiendrama, Coming-of-Age-Geschichte und Horrorfilm sei, der dank seiner Darsteller sowie einer ausgefeilten Sound- bzw. Bilddramaturgie überzeuge, und gab dem Film 8 von 10 möglichen Punkten.

## Auszeichnungen
- Best International Picture beim NOX Film Festival in Salto
- Best Male Lead beim South African Horrorfest in Cape Town
- Best Feature Artistic Movie beim Athens International Digital Film Festival in Athen
- Best Feature Film beim But Film Festival in den Niederlanden
- Best Psychedelic Sci-Fi Feature beim The Psychedelic Film and Music Festival in New York
- Nominierung für den Max Ophüls Preis beim Filmfestival Max Ophüls Preis 2023[8]